# Hundreds (игра)
Hundreds — мобильная игра-головоломка, в которой игрок должен нажимать на круги, чтобы они росли, не перекрывая друг друга. На ста представленных уровнях, игрок взаимодействует с различными типами кругов, чтобы довести счётчик до числа 100. Игра была разработана и издана студией Semi Secret Software в сотрудничестве с Грегом Вольвендом. Её выход состоялся на iOS 7 января 2013 года и на Android позже в том же году.
Первоначально Hundreds была создана для платформы Adobe Flash в 2010 году как первая игра, разработанная инди-художником Вольвендом. Тогда он ещё первый год обучался в художественной школе. Идея игрового процесса возникла случайно, во время разглядывания потолка. В своём созданном прототипе, Вольвенд применил серые оттенки. Однако сайты с флеш-играми не желали покупать игру, в итоге Вольвенд опубликовал её исходный код. Эрик Джонсон из Semi Secret портировал игру на iPad, что в итоге привело к сотрудничеству между Вольвендом и Адамом Зальцманом, известным разработчиком головоломок.
Согласно оценке агрегатора Metacritic, игра получила в целом положительные отзывы. Она была почётно упомянута в категориях «Лучшая мобильная игра» и «Премия Nuovo» на Фестивале независимых игр 2012 года, а также в номинациях «Превосходство в визуальном искусстве» и на официальном отборе IndieCade 2012. Игровые критики высоко оценили минималистичный, эстетический дизайн и разнообразие головоломок, но раскритиковали криптографическую мини-игру. Айан Богост описал игру скорее, как дизайнерский проект, что остаётся редким явлением среди компьютерных игр.

## Игровой процесс

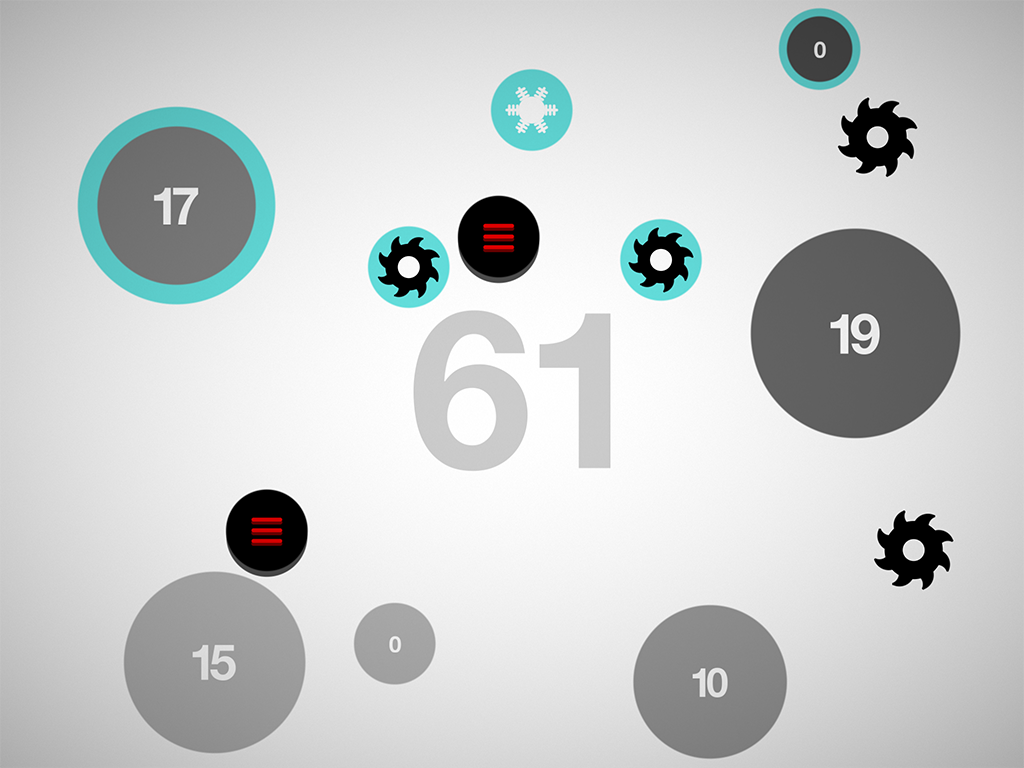
Демонстрация игрового процесса

Игроки должны касаться кругов на экране, чтобы они увеличивались в размерах. Рост круга обозначен растущей цифрой, которая увеличивается по мере того, как игрок удерживает касание на круге. Если растущий круг перекрывает другой круг, игрок должен перезапустить головоломку. Уровни считается пройденным, когда число в кругу достигает 100. Всего в игре имеются 100 уровней, сложность уровня возрастает по мере прохождения за счёт введения дополнительных игровых механик, таких как например круги, которых нужно коснуться одновременно, круглые пилы, сбрасывающие числа в кругах или снежинки замораживающие другие круги.
Игру нельзя ставить на паузу, в ней нет опции контроля движения, а также нет официального руководства.  Между головоломками спрятаны несколько шифров — представляющих собой непонятный текст, который нужно расшифровать с помощью подстановочного шифра и других способовref name="TouchArcade review"/>. После прохождения всех 100 уровней, игрок открывает доступ  к бесконечному режиму, где новые уровни генерируются случайным образом.

## Разработка
Hundreds — это игра-головоломка, разработанная и изданная студией Semi Secret Software: Адамом Зальцманом, создателем инди-игры Canabalt, Грегом Вольвендом, создателем Puzzlejuice и композитором Скоттом Морганом, также известным, как Loscil. В разработке также участвовал Эрик Джонсон.
Я представлял, как круг может вырасти, настолько большим, насколько это возможно, но до тех пор, пока он ни с чем не соприкасался. Победу или поражение было так просто представить, что я мог проигрывать эту игру в своей голове и ощущать, сколько терпения может на это потребоваться в определенных случаях.
Вольвенд изначально разрабатывал Hundreds, как браузерную игру. Для него это было частью эксперимента по программированию компьютерной игры после выпуска Solipskier, которую Вольвенд разрабатывал вместе с программистом Майком Бокслейтером. Идея игрового процесса пришла в тот момент, когда Вольвенд рассматривал потолок, где в своём воображении он представлял, как растёт круг, но в процессе роста не перекрывающий другой. Дизайнер решил, что это станет хорошей основой для нового игрового процесса игры, в которой важную роль будут играть «терпение и настойчивость». Художественный стиль игры был заимствован из его наработок, созданных во время первого года учёбы в художественной школе, где Вольвенд в своих композициях использовал простые черные, белые и красные цвета, чтобы сосредоточиться на композиции, а не на цвете. Браузерная версия была выпущена в 2010 году и доступна на сайте Newgrounds. Она сама по себе была проще и обладала более простым игровым процессом, по ходу игры, на экране появлялись новые круги. Однако данный геймплей послужил основой для игры, которая позже была выпущена на iOS.
Хотя Вольвенд утверждал, что «простота и изящность» является намеренной задумкой, минимализм игры также был обусловлен его недостаточными навыками программирования. Игровой код был написан методом «грубой силы» и в одном файле. Это также была первая игра, написанная Вольвендом самостоятельно, ему также помог ранний опыт работы над игровой физикой. Вольвенд изначально задумывал, что его игра будет продаваться на сайте с Flash-играми, например Kongregate или Newgrounds. Однако данные сайты отказались от покупки лицензии. Тогда Вольвенд решил опубликовать исходный код игры, отчасти, чтобы побудить «некодеров» попробовать кодировать, как и он.  В это же время независимая студия Semi Secret Software находилась в перерыве между проектами.
| Грег Вольвенд                                 | Адам Зальцман |
| Грег Вольвенд и Адам Зальцман, создатели игры |               |

Программист Эрик Джонсон из Semi Secret скачал игру с открытым исходным кодом и за выходные портировал её на iPad, прежде чем уведомить об этом Вольвенда. В то время у Вольвенда не было какого либо устройства iOS для тестирования порта, и ему пришлось купить iPad. Вольвенд заинтересовался тем, как Hundreds может работать с мультитачем и в кооперативном режиме. Зальцман же также был заинтересован в продолжении разработки Hundreds, учитывая, что у его студии не хватало тогда средств на разработку новой игры с нуля. Они начали работать над выпуском игры на iOS. Адам Зальцман, другой разработчик из Semi Secret из рассчитывал на то, что Вольвенд будет работать с Джонсоном, чтобы закончить игру за несколько месяцев, добавив новые «типы кругов» и разработав 100 отдельных головоломок, но в итоге сам присоединился к проекту. Вольвенд предлагал сделать игру проще, чем версию Flash, но Зальцман наоборот настаивал на добавлении новых игровых механик. На этой почве у разработчиков возникали недопонимания. Тем не менее, Вольвенд был доволен конечным результатом и даже заметил, что Зальцман сделал «практически все уровни».
Основные различия между версиями Flash и iOS — это новый бесконечный режим и элемент повествования, основанный на шифрах и кодах. Последняя особенность была добавлена в результате переписки Вольвенда и Зальцмана по электронной почте, обсуждавших идею «действительно глуповатой и странной» мини-игры, работающей как история. Зальцман вдохновлялся фантастическим романом «Дивный новый мир», в котором использовались шифры, а также комиксом Bottomless Belly Button авторства Дэша Шо. Бесконечный режим был добавлен примерно через шесть месяцев после начала разработки. Разработчики желали, чтобы игра подавала себя «честной и уверенной, а не слишком загадочной и странной». В плане прямолинейности игрового процесса, создатели вдохновлялась игрой Superbrothers: Sword & Sworcery EP.
Впервые анонс Hundreds состоялся на конференции разработчиков игр в 2012 году. В этом же году после некоторых изменений и игре, она была повторно анонсирована. Выход состоялся 7 января 2013 года для мобильных устройств iPhone и iPad и 28 июня для Android. Позже, игра была стала доступна для покупки в Humble Mobile Bundle 3 в ноябре 2013 года. Композитор музыкального сопровождения в игре выпустил сборник ремиксов, собранный в саундтрек 100 Minutes на сайте Bandcamp в июне 2013 года.

## Приём
| Сводный рейтинг    | Сводный рейтинг |
| Агрегатор          | Оценка          |
| ------------------ | --------------- |
| GameRankings       | 84,17 %         |
| Metacritic         | 85/100          |
| Иноязычные издания |                 |
| Издание            | Оценка          |
| Edge               | 7/10            |
| Eurogamer          | 8/10            |
| Game Informer      | 8/10            |
| Pocket Gamer       | 6/10            |
| TouchArcade        | [ 2 ]           |

Игра в целом получила положительные оценки со стороны игровых критиков. Средняя оценка по данным агрегатора Metacritic составила 85 баллов из 100 возможных. Она была почётно упомянута в категориях «Лучшая мобильная игра» и «Премия Nuovo» на Фестивале независимых игр 2012 года, на конференции разработчиков игр а также почетное в категории «Превосходное визуальное искусство» на том же фестивале в 2013 году. Hundreds также была среди финалистов на конкурсе IndieCade в 2012 году.
Рецензенты оценили простой игровой дизайн. Редакция  Edge назвала игру «красиво строгой», «модной» и «элегантной». Дэн Риккерт с сайта Game Informer также хвалил Hundreds за простоту, а Стюарт Дредж, представитель The Guardian углядел в игре «стильный» минимализм «гениально завораживающий» игровой процесс. Дэн Уайтхед с сайта Eurogamer сравнил Hundreds с «интерактивным порно для графических дизайнеров». Нисса Кэмпбелл с сайта TouchArcade написала, что игровая графика, выполненная в красных, серых и чёрных тонах была «поразительной», хотя и не «кричащей», и что игра получилась интересной «как визуально, так и в плане музыки и игровой механики».  В статье журнала The Atlantic Айан Богост, описывая визуальный и интерактивный дизайн игры, заметил, что он «воплощает элегантный минимализм», родственный эстетике Баухауса, ныне продвигаемой компанией Apple. Он также добавил, что Hundreds стала культурно значимым феноменом в среде видеоигр, она скорее ближе к предмету искусства, например дому моды Prada или лобби-бару, чем например к Angry Birds. Богост также заметил, что игра требует большего внимания, чем другие мобильные игры — «убийцы времени», и указал на стратегическую ненадёжность при прохождении некоторых уровней, которые превращаются в «мультисенсорный балет».
Редактор Edge заметил, что Hundreds совмещает в себе «поразительно гармоничное сочетание искусства и дизайна», и что её «простая предпосылка» «идеально подойдёт для мультисенсорного экрана». Критик также заметил, что игра порой достигает такого уровня энтропии, что требует от игрока немалого терпения. Дэн Рикерт с сайта Game Informer назвал Hundreds одним из лучших примеров игр, сумевших освоить простоту сенсорного управления, так что её адаптация для управления контроллерами была бы «практически невозможна». Он также оценил то, как игра медленно вводит новые типы кругов, хотя критику иногда мешал тот факт, что его пальцы иногда перекрывали экран и он пропускал некоторые детали. По данной же причине ряд обозревателей советовали играть в Hundreds на iPad из-за большего экрана. Многим обозревателям понравилось то, как игра постоянно меняется по мере постепенного введения новых игровых элементов, хотя Гарри Слейтер с сайта Pocket Gamer назвал игровой процесс слишком однобоким и раскритиковал его за отсутствие игровых элементов, которые затягивали и вызывали привыкание у игроков, чтобы они были заинтересованы в повторном игровом сеансе. Майк Роуз с сайта Gamasutra сравнил Hundreds, как инверсию игры Jezzball.
Многие рецензенты указали на большое разнообразие головоломок и сложность последних уровней. Редактор Edge заметил, что «тайные коды» и головоломки с предписанными решениями придали игре необычность в сравнении с другими головоломками, не ограничивающими игрока в скорости и во времени. Слейтер с сайта Pocket Gamer ощущал, что прохождение в игре было «быстрым, но скучным», представитель сайта Eurogamer  назвал ритм игры странным, особенно что касается моментов, когда нужно поджидать строго нужный момент для возможности решить определённые головоломки или воспользоваться уловкой для их решения. Ракерт с сайта Game Informer назвал головоломки на последних уровнях слишком сложными, особенно те, что включали скрытые элементы. Кэмпбелл с сайта TouchArcade наоборот оценила большое разнообразие представленных головоломок, от «дёргающихся», «медленных и вдумчивых», до «церебральных» головоломок, последние рецензентка больше оценила больше всего, так как они требуют особого подхода для их решения требующих особых приемо в. Однако Кэмпбелл назвала последний уровень почти нерешаемым. Многие обозреватели заявили о бесполезности и неуместности головоломок с шифрованием. Критик TouchArcade заметил, что их легко игнорировать, так как они чувствуются совершенно оторванными от основной игры. Богост в начале считал, что скрытые шифры были подсказками, но на деле скорее походили на расходный материал. Слейтер с сайта Pocket Gamer писал, что шифры выглядели надуманными и неинтересными, он в целом был разочарован введением подобного элемента в игру, созданную «невероятными талантами». Уайтхед с сайта Eurogamer наоборот похвалил головоломки с шифром, назвав их «искусно созданными» и заметил, что их решение «больше радует, чем разочаровывает». Райан Ригни с сайта Wired явно выделяется среди остальных игр на iOS, что касается стиля и игрового дизайна.